# Banesh Hoffmann
Pour les articles homonymes, voir Hoffmann.
Banesh Hoffmann (6 septembre 1906 à Richmond, Grande-Bretagne – 5 août 1986) est un physicien théoricien anglais.
Il semble avoir été le premier physicien à mentionner au grand public la possibilité de 11 dimensions dans l'univers, et cela dès 1967.

## Biographie
(juin 2022).
- Doctorat en 1932 à l'université de Princeton sous la direction d'Oswald Veblen[réf. souhaitée].
- Collaborateur d'Einstein à Princeton en 1935-1937. Publication conjointe d'un article sur le problème du mouvement en relativité générale.
- Nommé professeur de mathématiques au Queen's College de l'université de la ville de New York en 1952, où il restera jusqu'à la fin des années 1970, bien qu'il soit officiellement retraité dans les années 1960.